# Белуховский сельский совет (Карловский район)
Белуховский сельский совет (укр. Білухівська сільська рада) — входит в состав
Карловского района
Полтавской области
Украины.
Административный центр сельского совета находится в 
с. Белуховка.

## Населённые пункты совета
- с. Белуховка
- с. Знаменка